# Fountainea
Fountainea is een geslacht van vlinders uit de familie van de Nymphalidae. De wetenschappelijke naam van het geslacht is voor het eerst geldig gepubliceerd in 1971 door Arthur Rydon. De typesoort van het geslacht is Papilio ryphea Cramer, 1775.

## Soorten
- Fountainea centaurus (Felder & Felder, 1867)
- Fountainea eurypyle (C. & R. Felder, 1862)
- Fountainea glycerium (Doubleday, 1849)
- Fountainea halice (Godart, 1824)
- Fountainea nessus (Latreille, 1813)
- Fountainea nobilis (Bates, 1864)
- Fountainea ryphea (Cramer, 1775)
- Fountainea sosippus (Hopffer, 1874)